# مجموعة الجيوش سي
مجموعة الجيوش سي ( بالألمانية أو Heeresgruppe C أو HGr C ) مجموعة جيوش تابعة للفيرماخت الألماني خلال الحرب العالمية الثانية. 

## التاريخ
تم تشكيل مجموعة الجيوش سي من مجموعة الجيوش الثانية في فرانكفورت في 26 أغسطس 1939. قادت في البداية جميع القوات على الجبهة الغربية لألمانيا، ولكن بعد الحملة البولندية تم تحويلها إلى قيادة النصف الجنوبي من الجبهة الغربية، حيث أشرفت على اختراق خط ماجينو خلال يونيو 1940. في نهاية معركة فرنسا، انتقلت مرة أخرى إلى ألمانيا، ثم انتقلت إلى بروسيا في 20 أبريل 1941 تحت اسم «قسم موظفين بروسيا الشرقية». في 21 يونيو 1941 تم تغيير اسمها إلى مجموعة الجيوش الشمالية. 
أعيد تشكيلها في 26 نوفمبر 1943 من خلال فصلها مرة أخرى عن موظفي القائد الأعلى الجنوبية ( لوفتفافه ) وتم تعيينها في الجبهة الجنوبية الغربية والحملة الإيطالية. في 2 مايو 1945 استسلمت مجموعة الجيوش سي. 

## القادة
الأول

|  | {{{officeholder}}} |

الثاني
|  | {{{officeholder}}} |
|  | {{{officeholder}}} |
|  | {{{officeholder}}} |
|  | {{{officeholder}}} |
|  | {{{officeholder}}} |
|  | {{{officeholder}}} |